# Oosterschelde (goélette)
Pour les articles homonymes, voir Oosterschelde.
L’Oosterschelde est une goélette à trois mâts et hunier néerlandais qui mesure 50 mètres hors-tout.

## Son histoire
Il est construit en 1918 aux Pays-Bas et navigue sous pavillon allemand. Ce bateau est alors un monument de la construction maritime à voile. En tant que cargo rapide, il est conçu pour pouvoir porter jusqu'à 400 tonnes de marchandise (briques, bois, bananes, patates…)
En 1921 le bateau est vendu au capitaine Kramer. Sous son commandement l’Oosterschelde navigue principalement le long des côtes européennes, mais aussi sur les côtes africaines.
En 1939 le bateau est vendu à une société d'armateurs danoise, et est renommé Fuglen. Il est le meilleur bateau de toute la flotte de la compagnie danoise. En 1954 le Fuglen est vendu au suédois Sam Petterson, qui le revend à son compatriote de Skärhamn Denis Inberg.
En Suède, le navire est transformé en cargo pour suivre le marché. En effet les cargos à voile ne sont plus suffisamment rapides pour les transports de marchandise. On lui enlève donc ses mâts et on lui installe une tour d'observation. En ce temps-là il navigue surtout en mer Baltique en tant que caboteur rapide sous le nom de Sylvan.

## Époque actuelle
En 1988, le bateau est acheté dans le but d'être restauré sous sa forme initiale. Une fondation, la Rotterdamse Zeilschip, est créée pour le financement et la planification de la restauration. Grâce à des recherches historiques approfondies et la collaboration du dernier capitaine allemand ayant navigué à son bord avant sa transformation, les plans de restauration sont achevés.
C'est au printemps 1990 que la véritable restauration commence sous l'œil attentif de trois musées maritimes qui ont coopéré sur ce chantier. Cette approche a garanti l'authenticité de cette restauration. Le 21 août 1992 le bateau est officiellement reconnu par Son Altesse Royale la Princesse Margaret.
Aujourd'hui l’Oosterschelde navigue tout autour du monde, toutes voiles dehors, avec à son bord des passagers qui veulent vivre au rythme de ces vieux bateaux durant quelques escales.
Quelques voyages marquants de l’Oosterschelde  :
- 1994 : le voyage jusqu'en Antarctique ;
- octobre 1996 à avril 1998 : un voyage au tour du monde visitant notamment l'Indonésie, Hong Kong, le Japon, la Nouvelle-Zélande, le cap Horn et l'Antarctique.

Ce bateau peut être admiré dans nombre de rassemblements de vieux navires comme à Brest (France, Bretagne), Douarnenez (France, Bretagne), Santander (Espagne)… Le 3 juin 2012, il participe au jubilé de diamant d'Élisabeth II avec le Belem et de nombreux autres bateaux. Il est aux Grandes Voiles du Havre début septembre 2017. Il est en France en 2023, d'abord  à la Semaine du Golfe, puis à Nantes à la fête nautique Débord de Loire.

### Présence au fête maritime en France
Présence à Rouen :
- Armada du siècle
- Armada 2003
- Armada 2019

Fêtes maritimes de Brest:
- Brest 2004
- Les Tonnerres de Brest 2012
- Brest 2016

Fête de la mer de Boulogne-sur-Mer:
Édition 2021
Escale à Sète : 
Édition 2022 
Semaine du Golfe
Édition 2013
Édition 2019
Édition 2023
Débord de Loire
Édition 2023